# Deutscher Rat für Vogelschutz
Der Deutsche Rat für Vogelschutz e. V. (DRV) ist ein Dachverband für im Vogelschutz engagierte Organisationen in Deutschland. Präsidentin ist Verena Auernhammer (LBV), Vizepräsidenten sind Philip Hunke (NABU) und Markus Nipkow (LAG Vogelschutzwarten). Die Geschäftsstelle befindet sich aktuell beim LBV in Hilpoltstein.

## Geschichte
Der Verein geht zurück auf die Deutsche Sektion im Internationalen Rat für Vogelschutz, englischer Name International Council for Bird Preservation (heute BirdLife International). Die Deutsche Sektion des Internationalen Rat für Vogelschutz wurde 1923 gegründet, nach der 1922 erfolgten Gründung vom International Council for Bird Preservation. Nach der Auflösung im nationalsozialistischen Deutschland wurde der Verband 1950 mit 11 Mitgliedsverbänden wiedergegründet. Anlass war die erste Konferenz vom International Council for Bird Preservation nach dem Zweiten Weltkrieg im Jahr 1950 in Uppsala.  1991 schloss sich der westdeutsche Verband mit der ehemaligen Sektion DDR des Internationalen Rates für Vogelschutz zusammen. 1992 erfolgte die Abspaltung von BirdLife. 1993 wurde die Deutsche Sektion des Internationalen Rat für Vogelschutz in Deutscher Rat für Vogelschutz umbenannt. Der DRV erhielt dabei eine neue Satzung und Logo.

## Aufgabe und Arbeit
Als Arbeitsschwerpunkte haben sich seit 2010 die Umsetzung der EU-Vogelschutzrichtlinie, die nationale Biodiversitätsstrategie sowie die mit der Energiewende sich ergebenden Veränderungen der Landschaft in Deutschland herausgebildet.
Eines der Ziele des DRV ist der Dialog zwischen staatlichem und verbandlichem Naturschutz zu intensivieren, um für den Vogelschutz notwendige Maßnahmen politisch durchzusetzen.
Die Deutsche Sektion im Internationalen Rat für Vogelschutz führte pro Jahr eine Tagung durch, der DRV hingegen eine Frühjahrs-Tagung und eine Herbst-Tagung.

## Positionspapiere
Der DRV verfasste verschiedene Positionspapiere.
- Positionspapier Windkraft onshore
- Eckpunktepapier regenerative Energien
- Positionspapier Agrarvögel
- Der Ausbau der Windkraft auf Basis des novellierten Bundesnaturschutzgesetzes braucht klare fachliche Leitplanken

## Zeitschrift
Ab 1961 erfolgte die Herausgabe einer eigenen Zeitschrift. Die Zeitschrift führte zunächst den Namen Berichte Deutsche Sektion Internationaler Rat für Vogelschutz und ab 1993 Berichte zum Vogelschutz heraus. In dieser wird die Rote Liste der Brutvögel Deutschlands veröffentlicht, die aktuell in der 6. Fassung vom 30. September 2020 vorliegt. 1971 erfolgte hier die erste Veröffentlichung einer Roten Liste in der Welt.

## Mitgliedsverbände
Kurz, von 1967 bis 1972, gehörte dem DRV auch der Deutsche Falkenorden an, dieser wurde 1972, nach heftigen Debatten, aus dem Verband ausgeschlossen. Im Zuge der Kontroverse um die Jagd auf Vögel trat 1974 der Deutsche Jagdschutz-Verband (DJV) aus. Bis 1993 war auch die Bundesanstalt für Natur- und Landschaftspflege (Vorläufer des Bundesamtes für Naturschutz), also eine Organisation des amtlichen Naturschutzes, Mitglied im Rat.
- Dachverband Deutscher Avifaunisten (DDA), Münster
- Deutsche Arbeitsgemeinschaft zum Schutz der Eulen (AG Eulen), Groß-Umstadt
- Deutsche Ornithologen-Gesellschaft (DO-G), Wilhelmshaven
- Förderverein für Ökologie und Monitoring von Greifvogel- und Eulenarten, Halle
- Hessische Gesellschaft für Ornithologie und Naturschutz, Echzell
- Institut für Vogelforschung „Vogelwarte Helgoland“, Wilhelmshaven
- Komitee gegen den Vogelmord, Bonn
- Länderarbeitsgemeinschaft der Vogelschutzwarten (LAG VSW)
- Landesbund für Vogelschutz in Bayern (LBV), Hilpoltstein
- Max-Planck-Institut für Verhaltensbiologie, Radolfzell
- Mellumrat, Varel-Dangast
- Naturschutzbund Deutschland (NABU), Berlin
- Nordrhein-Westfälische Ornithologengesellschaft (NWO), Krefeld
- Ornithologische Gesellschaft Baden-Württemberg (OGBW), Tübingen
- Ornithologische Gesellschaft in Bayern, Grünwald
- Verein Jordsand zum Schutze der Seevögel und der Natur, Ahrensburg
- Verein Sächsischer Ornithologen, Hohenstein-Ernstthal
- Vogelkundliche Beobachtungsstation Untermain, Frankfurt am Main[4]